# Општина Зау Де Кампије (Муреш)
Зау Де Кампије (рум. Zau De Câmpie) општина је у Румунији у округу Муреш.
Oпштина се налази на надморској висини од 414 m.